# لي أردن توماس
لي أردن توماس (بالإنجليزية: Lee Arden Thomas)‏ هو مهندس معماري أمريكي، ولد في 27 فبراير 1886 في غارلاند في الولايات المتحدة، وتوفي في 1953.